# ヘルブリンディ
ヘルブリンディあるいはヘルビンディ（古ノルド語: Helblindi, Helbindi 、「戦士の眼をくらますもの」の意）は北欧神話に登場する名。
- 霜の巨人ファールバウティとラウフェイの息子で、ロキとビューレイストの兄弟[2]。

- オーディンのケニングの一つ。『古エッダ』の『グリームニルの言葉』第46節に、オーディンが各地で名乗った別名の一つとして挙げられている[3]。